# Gilles Nélod
Gilles Nélod, né Gilbert Vandercoilden, le 6 août 1922 à Ixelles (province de Brabant) et mort en 1989, est un écrivain, essayiste, enseignant et scénariste de bande dessinée belge francophone.

## Biographie
Gilbert Vandercoilden naît le 6 août 1922 à Ixelles,. Il est issu d'un père tournaisien et d'une mère namuroise. Il apprend à lire de son propre aveu dans Les Trois Mousquetaires à l'âge de quatre ans,.
Depuis l'âge de dix ans, il écrit. Il est inscrit à l'Université libre de Bruxelles mais il obtient le diplôme de licence en philologie et lettres à l'Université de Louvain après avoir défendu une thèse sur Empédocle d'Agrigente. Comme professeur d'athénée, il enseigne les langues anciennes et l'histoire de la philosophie. Il publie à partir de 1952 notamment dans Marginales où il est critique littéraire et il fait partie de nombreuses associations, dont celle des journalistes périodiques belges et étrangers. Il est cofondateur du Groupe du Roman où il assume la fonction de trésorier. Il est également membre de la Fondation Charles Plisnier, de l'Union wallonne des écrivains et artistes et de l'Association royale des écrivains wallons. Il entre en 1976 au conseil d'administration de l'Association des écrivains belges de langue française dont il fait partie depuis 1958. Il est aussi membre du Pen Club dès 1977. 
Son œuvre critique maîtresse est un volumineux Panorama du roman historique, publié en 1969 aux éditions Sodi. Il s'essaye à de courts tableaux dans l'ouvrage Les Poings publié aux éditions De Méyère en 1974. Ces récits développent un thème que l'auteur emprunte à la Grèce : l'aventure prométhéenne. L'ouvrage vaut à son auteur de recevoir le prix Eugène Schmits en 1975. Il publie son roman historique, Les Conquistadores de la liberté, aux éditions De Méyère en 1977. Il reçoit la même année le prix Alex Pasquier pour celui-ci. Cet ouvrage connaît une adaptation en bande dessinée dès l'année suivante dont la prépublication se fait dans Curiosity Magazine des Éditions Michel Deligne. Il écrit le scénario de la série éponyme pour le dessinateur Jacques Géron pour les deux premiers albums (1978) ainsi que pour Bruno Di Sano pour le troisième tome (1981).
Gilles Nélod insuffle à ses textes l'esprit de tolérance et de respect. Il y défend les valeurs démocratiques. Il y combat l'obscurantisme et l'aliénation. 
Il meurt en 1989 et il lègue son corps à la science.

## Œuvres

### Ouvrages
- Empédocle d'Agrigente (essai), Office de Publicité, 1959.
- Panorama du roman historique[8], essai, S.O.D.I., 1969, 497 p..
- Les Dieux restent muets, récit historique, La petite Dryade, 1972.
- Le Matelot de Colomb, récit historique, La petite Dryade, 1973.
- Histoire et histoires, essai in Lettres vivantes 1945-1975 (en participation). La Renaissance du livre, 1975.
- Les Poings, récits historiques, De Méyère, 1974.
- Jean Muno en filigrane, essai, La petite Dryade, 1975.
- Les Conquistadores de la liberté, roman historique, De Méyère, 1977.

### Revues
- La plume à la main[2], nouvelle in La nuit, Marginales, Bruxelles, 1952.
- Le Maître[9], nouvelle, Audace no 16, 1957.
- Noces, de Nicolaï Haïtov (en) (adaptation) in Les Cahiers du groupe, 1969.
- La Mort de Pat, de Iván Mándy (adaptation) in Les Cahiers du groupe, 1971.
- Le Roman en question in Les Cahiers du groupe, 1980.
- Les Chinois, de José Cardoso Pires (adaptation) in Les Cahiers du groupe, 1982.
- Entre hier et demain ou le présent indéfini, étude in Les Cahiers du groupe, 1983.

### Tirés à part
- Un rythme de vie : colima[2], essai, Beaux-Arts, 1968.
- Les Derniers Spartiates, récit, Audace, 1970.
- David Scheinert : un tempérament[10], essai in Les Cahiers du groupe, 1970.
- Francis Walder ou la négociation considérée comme un des beaux-arts, essai, Présence francophone, Sherbrooke (Canada), 1, 1970.
- Jean de la Hire et le roman de cape et d'épée, essai, Présence francophone, Sherbrooke, 1974.
- Propos sur le roman historique, étude, Ethnie française, 1977.
- Carlo Bronne, portrait, Revue générale, Bruxelles, 1981.
- Les Atrides, récit in Les Cahiers du groupe, 1984.

### Albums de bande dessinée

#### Les Conquistadores de la liberté
- 1. 1591... La Nuit rouge de Nice, Éditions Michel Deligne, Bruxelles, 1978
Scénario : Gilles Nélod - Dessin : Jacques Géron - Couleurs : Vittorio Leonardo
- 2. Révolte en Méditerranée, Éditions Michel Deligne, Bruxelles, 1978
Scénario : Gilles Nélod - Dessin : Jacques Géron - Couleurs : noir et blanc
- 3. Pas de Quartier, Éditions Michel Deligne, Bruxelles, 1981
Scénario : Gilles Nélod - Dessin : Bruno Di Sano - Couleurs : noir et blancHistoire à suivre dans les tomes 4 à 6 de Les Aventures de l'âge d'or[11].

## Réception

### Prix et distinctions
- 1972 : prix du Gouvernement provincial du Brabant[2] pour Panorama du roman historique ;
- 1975 : prix Eugène Schmits[5],[2] pour Les Poings ;
- 1977 : prix Alex Pasquier[2] pour Les Conquistadores de la liberté.

### Postérité
Son nom est associé à un prix littéraire décerné au sein de l’Association des écrivains belges de langue française (AEB), le Prix Gilles Nélod qui, tous les deux ans, couronne un auteur de récits ou de contes.

### Livres
: document utilisé comme source pour la rédaction de cet article.
- Philippe Mellot, Michel Denni, Laurent Turpin et Isabelle Morzadec, Trésors de la bande dessinée : BDM 2023-2024 - Catalogue encyclopédique et Argus, Paris, Les Arènes, novembre 2022, 23e éd., 1677 p., ill. ; 23 cm (ISBN 9791037507280, OCLC 1351462460, présentation en ligne), p. 326. .

### Périodiques
- Jacques Lefèbvre, « Dossiers L - Gilles Nélod », Service du Livre Luxembourgeois, Province de Luxembourg,‎ 1992 (ISSN 0772-0742, lire en ligne [PDF], consulté le 19 avril 2024).

### Articles
- Robert Frickx, « In memoriam Gilles Nélod », Revue internationale des critiques littéraires, no 32,‎ 1989, p. 13